# جامعة الجمهورية (الأوروغواي)
جامعة الجمهورية (بالإسبانية: Universidad de la República)‏ هي أقدم جامعة عامة في أوروغواي. تعتبر إلى حد بعيد أكبر جامعة في البلاد، فضلاً عن كونها ثاني أكبر جامعة عامة في أمريكا الجنوبية، وفي المرتبة 57 في العالم من حيث عدد الملتحقين، حيث يبلغ عدد الطلاب فيها 137.757 طالبًا جامعيًا في عام 2018، و 6351 طالب دراسات عليا في عام 2012. تأسست في 18 يوليو 1849 في مونتيفيديو، حيث لا تزال معظم مبانيها ومرافقها قائمة. رئيس الجامعة الحالي هو رودريغو أريم.

## تاريخ
بدأت عملية تأسيس الجامعة الحكومية في البلاد في 11 يونيو 1833، عندما تمّ تمرير قانون اقترحه السناتور آنذاك داماسو أنطونيو لاراناغا ‏. ودعى إلى إنشاء تسعة أقسام أكاديمية؛ سيقوم رئيس الجمهورية بتمرير مرسوما لإنشاء الإدارات رسميا بمجرد تشغيل غالبية أغلبيتها. في عام 1836 تم تشكيل دار الدراسات العامة، التي تضم أقسام اللاتينية والفلسفة والرياضيات واللاهوت والفقه.
في 27 مايو 1838، أصدر مانويل أوريبي مرسومًا تم بموجبه إنشاء الجامعة الكبرى للجمهورية. كان لهذا المرسوم آثار عملية قليلة، بالنظر إلى عدم الاستقرار المؤسسي لجمهورية أوروغواي الشرقية في ذلك الوقت.

## التصنيف
في عام 2011، وفقًا لتصنيف الجامعات حسب الأداء الأكاديمي (URAP)، فهي تعتبر أفضل جامعة في أوروغواي، وفي المركز 858 ضمن أفضل جامعة في العالم.
في عام 2015، وفقًا تصنيف كيو إس للجامعات العالمية، احتلت المرتبة #701-750 على مستوى العالم، و#38 في أمريكا اللاتينية.
في عام 2018، وفقًا لتصنيف كيو إس للجامعات العالمية، احتلت المرتبة #801-1000 عالميًا، واستمرت في المرتبة 38 في تصنيف أمريكا اللاتينية.

## الكليات

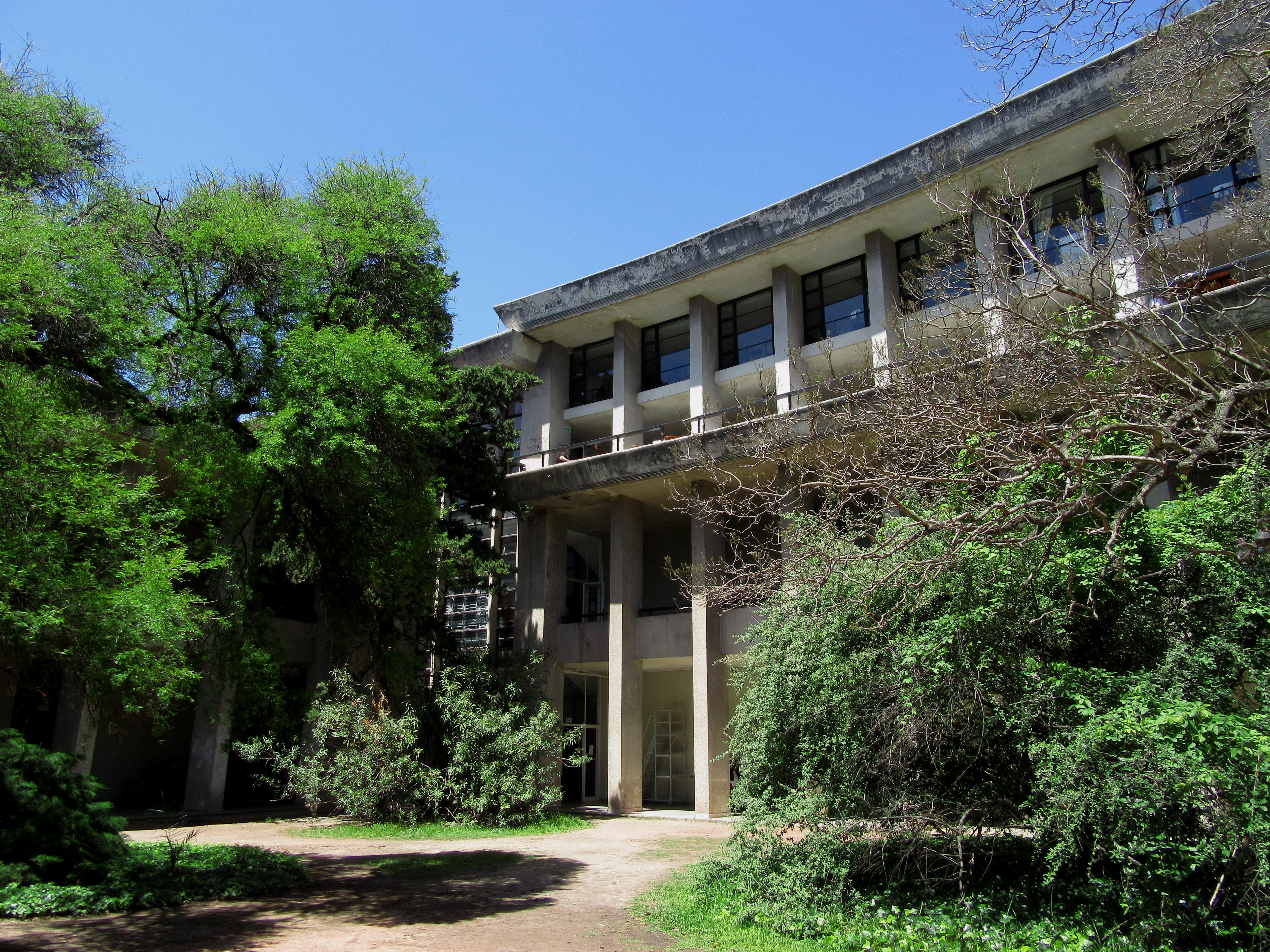
كلية العمارة والتصميم والعمران.

- كلية الهندسة الزراعية
- كلية العمارة والتصميم والعمران
- كلية الآداب
- كلية الكيمياء
- كلية العلوم الاقتصادية والإدارة
- كلية الهندسة
- كلية العلوم الإنسانية والتربية
- كلية الحقوق
- كلية الطب
- كلية التمريض
- كلية طب الأسنان
- كلية علم النفس
- كلية العلوم
- كلية العلوم الاجتماعية
- كلية الطب البيطري

### كلية القانون

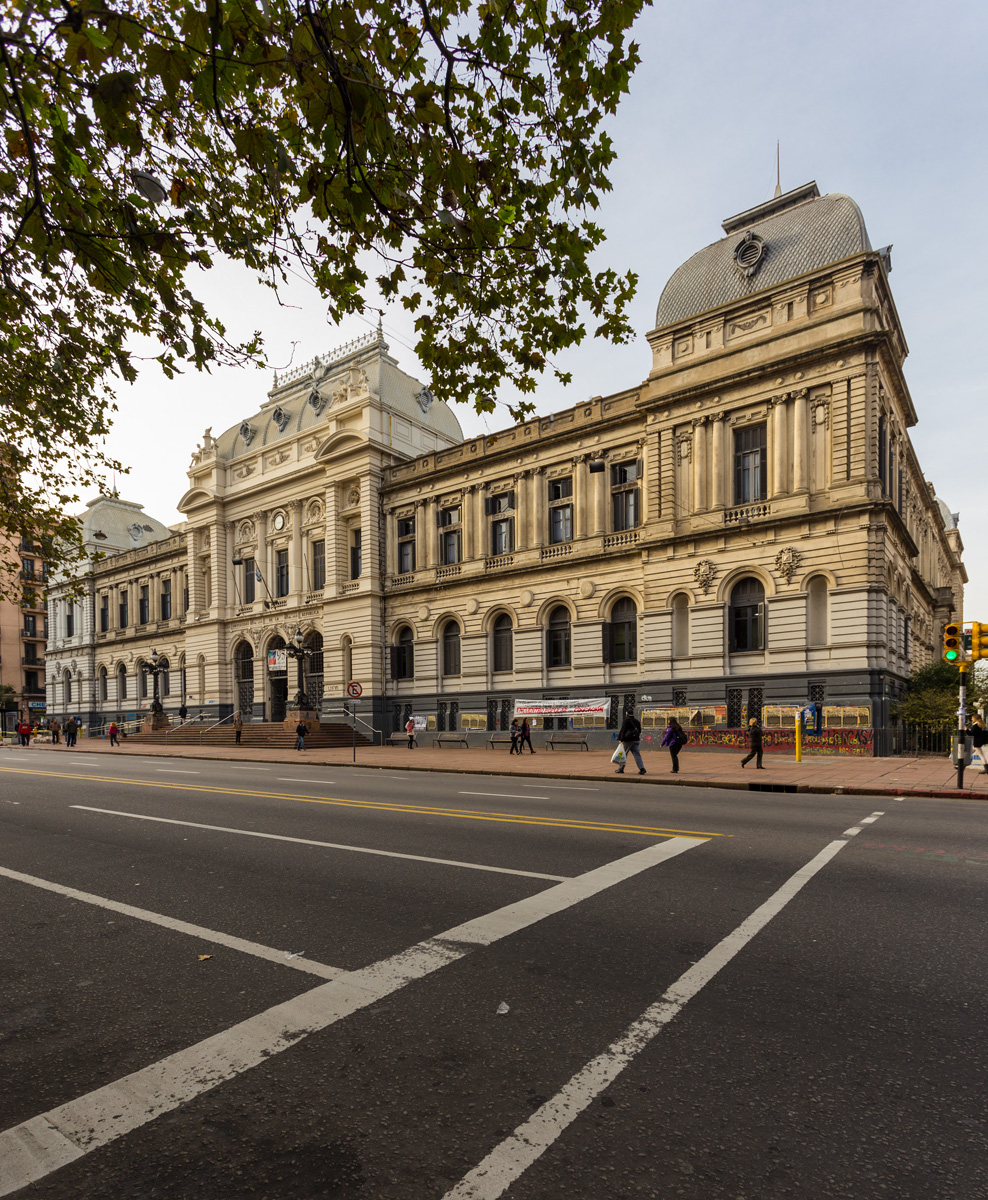
كلية الحقوق بجامعة الجمهورية.

تأسّست كلية الحقوق في 18 يونيو 1838، مما يجعلها أقدم كلية قانون في البلاد. أصبحت فرعًا لجامعة الجمهورية في 18 يوليو 1849. هي الفرع الوحيد للجامعة الذي لم ينتقل من المبنى الرئيسي في وسط مدينة مونتيفيديو. كانت كلية الحقوق الوحيدة في أوروغواي حتى وصول الجامعة الكاثوليكية في عام 1984.
تخرّج العديد من رؤساء أوروغواي وأعضاء مجلس الشيوخ والنواب والسلطات العامة الأخرى الحاصلين على درجة في القانون من كلية الحقوق هذه. من بين الأساتذة البارزين هناك: خورخي جامارا، وأليخاندرو أبال، وألبرتو بيريز بيريز، ودورا باجداسريان، وهيليوس سارثو، وكارلوس ديلبياتسو، وجونزالو فرنانديز، ودانييل فيرير.
العميد هو الدكتورة كريستينا مانغاريلي. جهازها التنفيذي الرئيسي هو مجلس كلية الحقوق، المُكوّن من قبل العميد والأعضاء في تمثيل الطلاب والطلاب السابقين والأساتذة.

## المدارس والمعاهد
- إجازة جامعية في دراسات الاتصال
- كلية الإدارة
- كلية علوم المكتبات والعلوم ذات الصلة
- كلية التكنولوجيا الطبية
- كلية التغذية وعلم التغذية
- كلية التوليد
- كلية تكنولوجيا طب الأسنان

## التبعيات الأخرى
الجامعة لديها مستشفى خاص بها في مونتيفيديو، وهو مستشفى دي كلينيكاس «د. مانويل كوينتيلا».

## مدن أخرى
في محاولة لتحقيق اللامركزية في التعليم العالي، فتحت الجامعة كليات في مدن أخرى غير مونتيفيديو. تقدم المنطقة الشمالية (جامعة الجمهورية) ‏ في سالتو شهادات علمية في الهندسة المعمارية والقانون والتمريض. يتم تقديم شهادات أخرى، والتي يمكن إكمالها في مونتيفيديو.

## خريجون متميزون
- جانا رودريغيز هيرتز [الإنجليزية]‏ (دكتوراه سنة 1999)، عالمة رياضيات